# Gle Krut
Gle Krut är ett berg i Indonesien.   Det ligger i provinsen Aceh, i den västra delen av landet, 1 800 km nordväst om huvudstaden Jakarta. Toppen på Gle Krut är 284 meter över havet, eller 276 meter över den omgivande terrängen. Bredden vid basen är 2,0 km.
Terrängen runt Gle Krut är varierad. Havet är nära Gle Krut åt sydväst.Runt Gle Krut är det ganska tätbefolkat, med 149 invånare per kvadratkilometer.